# الفجر (جريدة)
جريدة الفجر جريدة مصرية أسبوعية مستقلة. مقرها القاهرة تأسست في 4 يونيو 2005، يرأس مجلس ادارتها نصيف قزمان، ويرأس مجلس تحريرها الصحفي المصري عادل حمودة، ورئيس تحريرها التنفيذي مصطفي ثابت، ورئيس مجلس الإدارة نصيف قزمان.
كانت جريدة الفجر أول صحيفة مصرية تنشر رسومات كاريكاتورية نشرت في صحيفة دانماركية خاصة، عدت مسيئة لرسول الإسلام عرفت باسم «أزمة الصور الكاريكاتورية المسيئة». تعتبر الجريدة مستقلة وتنتقد على صفحاتها الحكومة المصرية ومسؤولين كبار بها. وقد حكمت محكمة مصرية على رئيس تحريرها عادل حمودة في العام 2007، وعلى 3 رؤساء تحرير آخرين لصحف مصرية مستقلة، بغرامة قيمتها 20 ألف جنيه مصري لكل منهم بتهمة التطاول على الرئيس المصري حسني مبارك، في اطار دعوى رفعها عضوان في الحزب الوطني الديمقراطي.